# Shankar Dayal Sharma
Shankar Dayal Sharma (født 19. august 1918 i Bhopal, Indien, død 26. december 1999) var Indiens niende præsident. Han sad som præsident fra 1992 til 1997. Før han blev valgt til præsident var han vicepræsident fra 1987 til 1992 under præsident Ramaswamy Venkataraman.